# Uraniinae
Sous-famille
La sous-famille des Uraniinae (uraniinés) compte sept genres de papillons tropicaux, diurnes ou nocturnes. Quelques-unes des espèces diurnes sont célèbres par la diversité et l'éclat de leurs couleurs métalliques, notamment Urania leilus, originaire d'Amérique centrale et du Sud, et surtout Chrysiridia rhipheus (Drury, 1773) (ou Chrysiridia madagascariensis), vivant à Madagascar et considéré comme l'un des plus beaux lépidoptères du monde.

## Historique et dénomination
La sous-famille des Uraniinae a été décrite par le zoologiste français Émile Blanchard en 1845. 

## Taxonomie
Liste des genres
- Alcides Hübner, [1822]
- Chrysiridia Hübner, [1823]
- Cyphura Warren, 1902
- Lyssa Hübner, 1823
- Urania Fabricius, 1807
- Urapteritra Viette, 1972
- Urapteroides Moore, 1888[1].

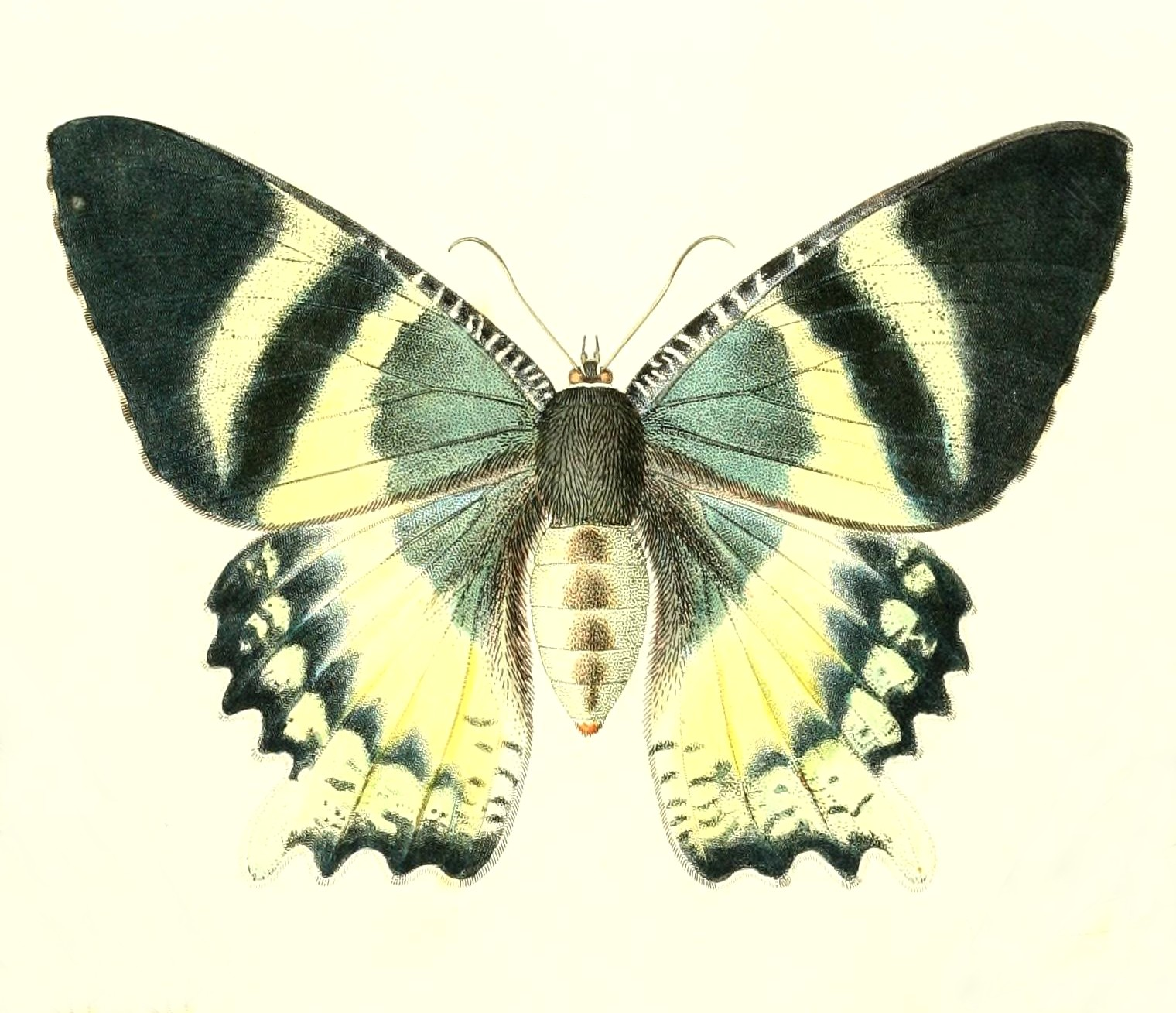
Alcides
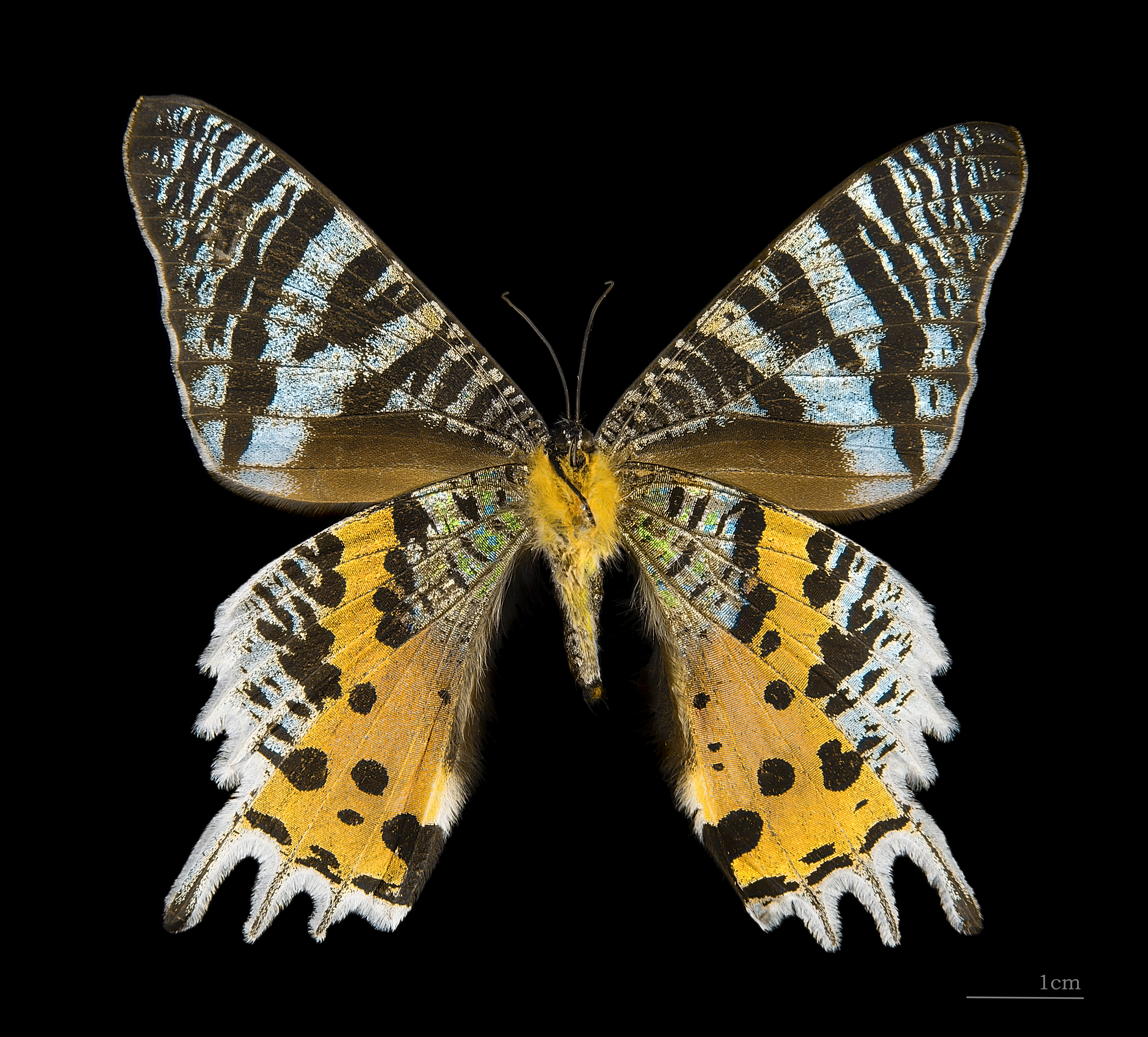
Chrysiridia - MHNT
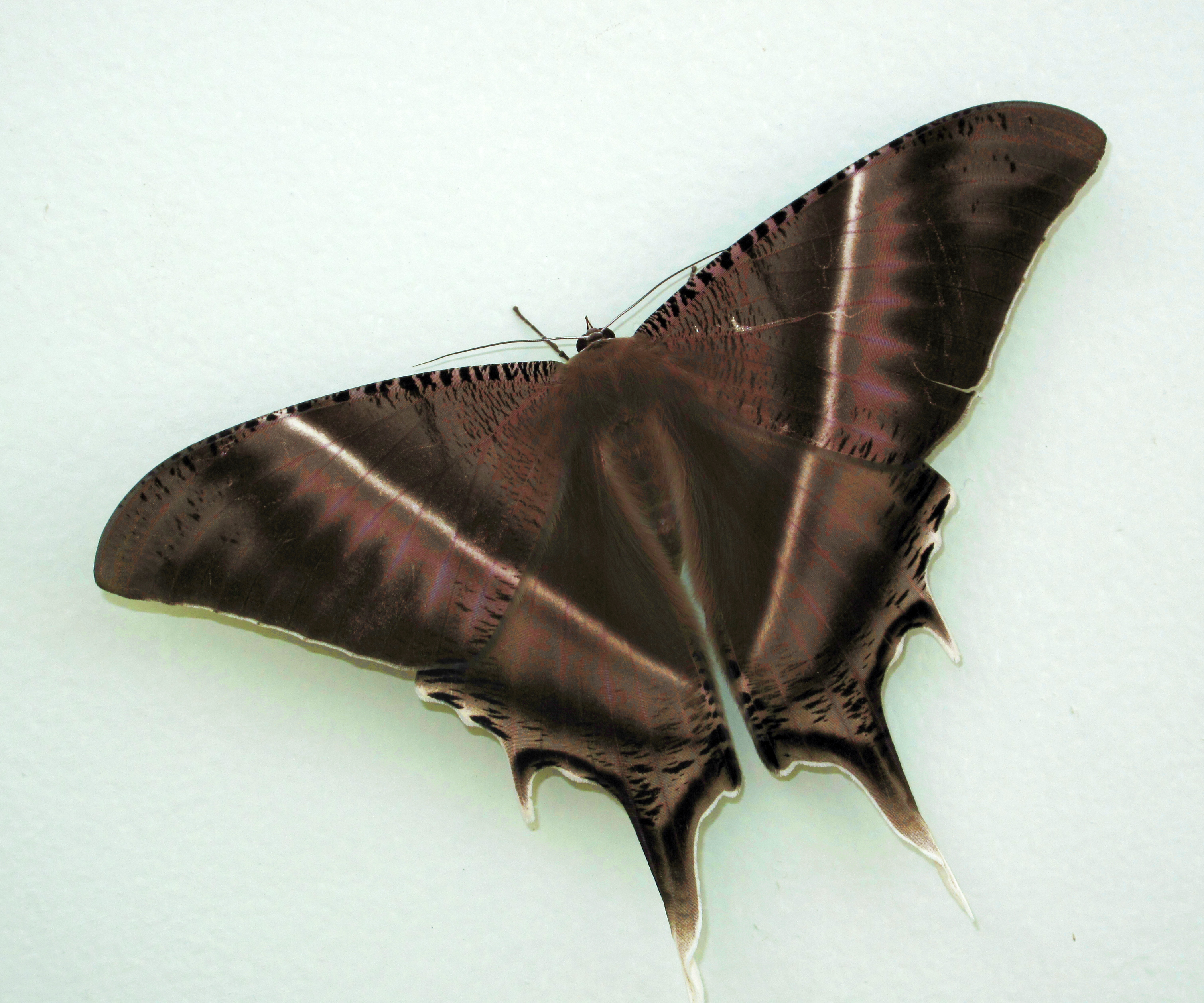
Lyssa
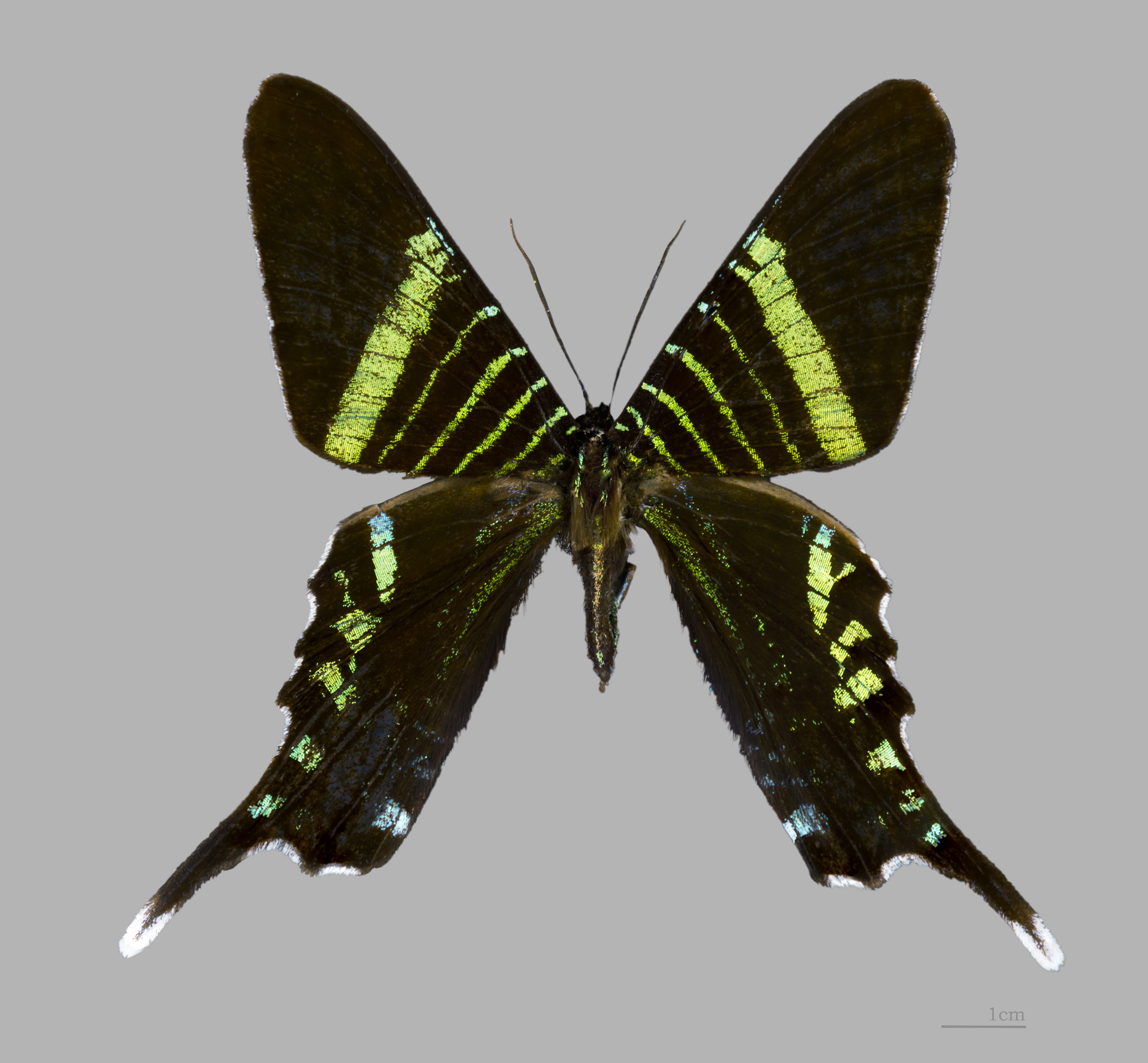
Urania - MHNT